# Updox
A Updox é uma plataforma baseada em nuvem que permite aos profissionais da área da saúde e às clínicas médicas simplificar as operações relacionadas ao paciente.
A plataforma oferece serviços de agendamento e lembrete de compromissos, de processamento de pagamentos online e de coleta de formulários variados. Os usuários também podem se comunicar com pacientes e membros da equipe por SMS ou por bate-papo em videochamada, colaborar com membros remotos da equipe e manter um diretório de funcionários e pacientes.
As sessões estabelecidas por meio da plataforma são criptografadas. O padrão de criptografia é AES-256 e o TLS (Transport Layer Security) é usado para transmitir informações pela Internet. A Updox está disponível somente em língua inglesa, e é possível fazer um teste grátis da ferramenta.